# みとゆな
水戸 由菜（みと ゆな）（2004年〈平成16年〉4月7日 - ）は、神奈川県出身の女性モデル、タレント、女優、YouTuber、TikToker。所属事務所はMR8。

## 経歴
中学生時代に竹下通りでスカウトされ芸能界入り。
2021年、ABEMAで放送された「今日、好きになりました。」の第39弾 - 第41弾に出演。
2023年1月10日、ジョイフル恵利主催「振袖TEENS 5期生お披露目イベント」に出演。
2023年2月、第10回「日本制服アワード」女子グランプリ受賞。
2023年7月、日本テレビ「最高の生徒〜余命1年のラストダンス〜」で地上波連続ドラマに初出演。

## 人物
ファンマークの緑の丸（🟢）は「今日、好きになりました。」に出演していた頃に思いついたものである。丸を手で作る「みとゆなポーズ」が高校生の間で流行している。Instagramのフォロワーは38万人にも上っている。
「今日、好きになりました。」で出会い、交際することになった岡田蓮との「れんゆなカップル」は高校生を中心に人気で、2人でのイベント出演もしている。
エイチジェイによるZ世代向けSNSメディア「思春期録」が調査した「2023年流行予想ランキング」では、タレント編1位、TikToker編3位を獲得した。

## 出演

### バラエティ

#### テレビ
- ワイドナショー（2022年8月、フジテレビ）- ワイドナティーン[1]

#### Web
- 今日、好きになりました。（秋桜編2021年10月18日 - 11月15日・花梨編11月22日 - 12月27日・蜜柑編2022年1月17日 - 2月14日、ABEMA）[1]
- びびびの秘密 Produced by ミュゼプラチナム（2021年 - 、YouTube）[9]

### ドラマ

#### テレビドラマ
- 最高の生徒〜余命1年のラストダンス〜（2023年7月15日 - 9月23日、日本テレビ） - 鍋島聖衣良 役[10]
- 最高の教師 1年後、私は生徒に■された 第5話（2023年8月12日、日本テレビ） - 鍋島聖衣良 役[注 1]
- シンデレラ クロゼット（2025年7月2日 - 、TBS） - 鈴木美央 役[11]

#### Webドラマ
- SNS連続ドラマ わたしたちのツルちゃん。（2022年8月、全6話、YouTube他）[1][12]
- 最高の生徒 とある日の放課後（2023年7月26日 - 、日テレドラマ公式YouTubeチャンネル） - 鍋島聖衣良 役[13]
- 最期の授業-生き残った者だけが卒業-（2024年11月26日、UniReel） - 林直 役[14]
- いつだって究極の選択 シーズン2（2025年6月2日、TikTok）[15]

### MV
- マルシィ「幸せの花束を」（2022年11月）[1]
- みさき 「まだ会えてないのに（Prod.上野大樹）」（2022年6月）[1]
- JASPĘR「Snowdrop」（2022年5月）[1]

### ラジオ
- よなよな かわご（2022年5月、FM長崎）[1]

### CM
- 「ホットペッパービューティー学割」- WebCM（2022年7月）[1]
- 「振袖TEENS supported by ジョイフル恵利」（2023年・2024年）[16]

### モデル
- まるやま京彩グループ 振袖BOOKモデル掲載（2020年）[1]
- アパレルブランド Boka nii（2022年10月）[1]
- 振袖TEENS第5期生・第6期生（2023年・2024年）[16][17][18][19][20]

### ファッションショー
- TGC teen
  - 「TGC teen 2022 Fukuoka」（2022年5月）[1]
  - 「TGC teen 2022 Osaka」（2022年8月）[1]
  - 「TGC teen  ICHINOSEKI 2023」（2023年5月27日）
- 「EXIA Presents KANSAI COLLECTION 2022 A/W」（2022年8月）[1]
- 東京ガールズコレクション
  - CREATEs presents TGC KITAKYUSHU 2023 by TOKYO GIRLS COLLECTION（2023年10月7日、西日本総合展示場新館）[21]
  - TGC MATSUYAMA 2024 by TOKYO GIRLS COLLECTION（2024年7月13日、愛媛県武道館）[22]

### イベント
- 「Cinderella Fes vol.9」（2022年3月）[1]
- 「超超十代 -ULTRA TEENS FES- 2022@TOKYO」（2022年3月）[1]
- 「FASHION LEADERS 2022」（2022年9月）[1]
- 「TGC teen 2022 Tokyo supported by Up-T」（2022年11月）[1]
- 「Cinderella Fes vol.10」（2023年4月）
- 「振袖TEENS第5期生お披露目イベント」（2023年1月10日）[16][23][17][18][19]
- 「振袖TEEN5期生 振袖お見立て会」（2023年3月25日・26日、城山ホテル鹿児島）
- 「超十代 ULTRA TEENS FES 2023 @TOKYO」（2023年3月30日）
- 「振袖TEENS第6期生お披露目イベント」（2024年1月9日）[20]